# Jay Sigel
Jay Sigel  (Bryn Mawr (Pennsylvania), 13 november 1943 – Boca Raton (Florida), 19 april 2025) was een Amerikaanse zakenman, maar hij staat vooral bekend als amateurgolfer.
Sigel groeide op in Pennsylvania en was lid van de Aronimink Golf Club in Newtown. Hij studeerde tot 1967 aan de Wake Forest University in North-Carolina waar hij collegegolf speelde. Hij wilde toen al golfprofessional worden, maar hij liep een schouderblessure op en besloot in verzekeringen te gaan. Hij richtte zijn eigen bedrijf op en verkocht dat dertig jaar later aan Century Business Services.

## Golfer
Ieder jaar sponsort hij de Jay Sigel Invitational. De opbrangst gaat naar de University of Pennsylvania voor onderzoek naar prostaatkanker.

## Amateur
De blessure viel mee en hij heeft als amateur veel toernooien gewonnen. Hij won onder meer tweemaal het US Amateur en eenmaal het Brits Amateur en zesmaal het Philadelphia Open.
Sigel overleed op 19 april 2025 op 81-jarige leeftijd.

### Gewonnen
Deze gegevens zijn waarschijnlijk niet volledig:
- 1973: Philadelphia Amateur
- 1975: Porter Cup, Philadelphia Open
- 1976: Sunnehanna Amateur
- 1977: Philadelphia Open
- 1978: Sunnehanna Amateur,  Philadelphia Open
- 1979: British Amateur
- 1980: Philadelphia Open
- 1981: Porter Cup
- 1982: US Amateur
- 1983: US Amateur, US Mid Amateur
- 1984: Northeast Amateur
- 1984: Porter Cup, US Mid Amateur
- 1985: Northeast Amateur, US Mid Amateur
- 1986: Philadelphia Open
- 1987: Philadelphia Amateur, Philadelphia Open
- 1988: Sunnehanna Amateur
- 1991: Northeast Amateur

### Teams
- Walker Cup: 1977 (winnaars), 1979 (winnaars), 1981 (winnaars), 1983 (winnaars, playing captain), 1985 (winnaars, playing captain), 1987 (winnaars), 1989, 1991 (winnaars), 1993 (winnaars)
- Eisenhower Trophy: 1978 (winnaars), 1980 (winnaars), 1982 (winnaars), 1984, 1986, 1988, 1992

## Professional
Toen hij vijftig jaar werd, besloot hij professional te worden en op de Champions Tour  te gaan spelen. Daar won hij ook nog acht toernooien.
Champions Tour
- 1994:  GTE West Classic (-12)
- 1996: Energizer Senior Tour Championship (-9)
- 1997: Bruno's Memorial Classic (-11), Kroger Senior Classic (-18)
- 1998: Bell Atlantic Classic (-11 po), EMC Kaanapali Classic (-12)
- 2002: Farmers Charity Classic (-13)
- 2003: Bayer Advantage Celebrity Pro-Am (-11)

Elders
- 1997: Diners Club Matches (met Gil Morgan)
- 2006: Georgia-Pacific Grand Champions